# Paul Verhoeven
Paul Verhoeven (Ámsterdam, 14 de febrero de 1938) es un director, guionista y productor neerlandés, conocido por sus cintas de ciencia ficción y drama que mezclan la violencia gráfica y el contenido sexual con la sátira social. Dirigió las películas Turks Fruit (1973), RoboCop (1987), Total Recall (1990), Basic Instinct (1992), Showgirls (1995), Starship Troopers (1997) y Elle (2016).
Turks Fruit (1973) recibió el premio como la mejor película neerlandesa del siglo en el Festival de Cine de Holanda. En su trayectoria, ha recibido nueve nominaciones a los Premios Óscar especialmente en categorías de edición y efectos gráficos. Verhoeven ganó el Premio Saturn como mejor director por Robocop. Su película bélica Zwartboek (2006) fue nominada a los premios BAFTA como mejor película en idioma extranjero y fue votada por el público neerlandés en 2008 como la mejor película en la historia del cine de ese país. En contraste, ganó dos premios Razzies por su película Showgirls siendo de los pocos en aceptar el premio personalmente y el primero en asistir a la ceremonia a recibir el galardón.

## Biografía

### Primeros años
Verhoeven se graduó por la Universidad de Leiden en Matemáticas y Física. Se unió a la armada neerlandesa y fue allí donde empezó a rodar y a hacer sus primeros documentales. Abandonó la armada y trabajó para la televisión neerlandesa, donde desarrollaría las habilidades que había adquirido rodando documentales para el ejército. Su primer gran éxito fue la serie de televisión Floris, en 1969, protagonizada por Rutger Hauer.

### Primeras películas
Su primer largometraje, la comedia Wat Zien Ik!?, se estrenó en 1971 aunque no fue especialmente bien recibido. Su primer éxito a nivel nacional llegaría en 1973 con Turks Fruit (Delicias turcas) protagonizada por Rutger Hauer y que obtuvo nominación a los premios Oscar a la mejor película de habla no inglesa. Empezó así a forjar su reputación y continuó con éxitos internacionales en menor escala. En 1975 realizó Keetje Tippel, drama basado en las memorias de la escritora neerlandesa Neel Doff, protagonizado por Monique van de Ven y Rutger Hauer.

"Mis películas europeas eran mi elección o la del guionista con el que trabajé desde 1968, Gerard Soeteman. Él venía con una idea, a veces el productor venía con la suya, pero siempre era nuestra idea. Éramos todos amigos y simplemente nos reuníamos y decidíamos si deberíamos hacer esto o aquello… ¡y lo hacíamos! Pero es algo absolutamente imposible en Estados Unidos."
Paul Verhoeven (2016) 

Ganó el Globo de Oro con Soldaat van Oranje (1977). Sin embargo los subsiguientes proyectos firmados por el realizador, Spetters (1980), Der Vierde Man(1983) y Flesh and Blood (1985) obtuvieron una discreta acogida entre el público. Fueron duramente criticadas por su tratamiento explícito de la violencia, la homosexualidad o mostrar gore. Los sectores más moralistas también acusaron al realizador de mostrar actitudes fascistas, homófobas o misóginas.

"Siempre me ha interesado hacer lo que nadie ha hecho antes, probablemente por un buen motivo. El modelo dominante siempre me ha parecido aburrido. Si algo es dominante, ¿para qué tomarse la molestia? Solo cuando las cosas son distintas se vuelven más interesantes."
Paul Verhoeven (Diario El País, 2016) 

### Etapa en Estados Unidos
A mediados de la década de 1980 Verhoeven se trasladaría a Estados Unidos. Uno de los motivos que le llevó a cruzar el Atlántico pudo haber sido su resentimiento hacia el sistema cinematográfico neerlandés. Su trabajo era visto en Europa como demasiado comercial y no había obtenido el reconocimiento que merecía. Además, se acercó al Jesus Seminar, una institución perteneciente al Instituto Westar de investigación religiosa fundada por Robert W. Funk y encargada de estudiar los orígenes del cristianismo.

"En Holanda y en Francia el director es en esencia mucho más importante que en Estados Unidos hoy en día. Especialmente porque todas esas grandes películas se hacen en comité. El director, claro, tiene algún poder, pero los estudios y toda la gente alrededor de ese sistema hacen que sea muy difícil ser autónomo y realizar las películas que realmente te gustaría o que inventes, o adaptes un libro, etc. De hecho, durante los 15 años que estuve en Hollywood, nunca pude poner en marcha un proyecto propio. Siempre eran películas que otra gente quería que hiciera de alguna manera. Lo intenté con varios proyectos, probablemente seis o siete en los que profundicé y pasé meses y meses trabajando. Y había gente más o menos interesada, pero en última instancia nunca se llevaron a cabo. Las películas que hice allí fueron todas de productores o estudios que vinieron a mí con un proyecto que querían hacer."
Paul Verhoeven (2016) 

Trabajar en los Estados Unidos supuso un drástico cambio de estilo y comenzó a dirigir inicialmente películas de ciencia ficción con grandes presupuestos en los que abundan los efectos especiales y la violencia como Robocop (1987) protagonizada por Peter Weller. Proyecto encargado por Orion Pictures, productora de The Terminator (1984) que quería conseguir un nuevo éxito en el campo de la ciencia ficción, la película ofrece un tratamiento de la violencia y la crítica sociopolítica poco frecuente en el género.
Total Recall (1990), interpretado por Arnold Schwarzenegger, fue su siguiente proyecto. Adaptación del cuento We Can Remember It for You Wholesale de Philip K. Dick, con banda sonora de Jerry Goldsmith, es una superproducción que, en su momento, fue la película de mayor presupuesto en la historia.

"En Hollywood he hecho tres películas bastante buenas, y son Robocop, Instinto Básico y Starship Troopers; el resto son muy inferiores"
Paul Verhoeven (EspinOf, 2009) 

Siguió el camino marcado por estos éxitos, dejando un poco la violencia y los efectos especiales, y dirigió la provocadora y aclamada Basic Instinct (1992), con Sharon Stone y Michael Douglas, que alcanzó gran éxito y resonancia mundial.

"Hay violencia sin sexo y hay sexo sin violencia. Están separados, pero pueden combinarse. En Instinto básico desde luego están combinados, ya que básicamente ella mata a los hombres mientras se los folla, al menos en apariencia. Es la premisa de la película, de hecho, aunque yo no la escribí, pero pensé que era un buen guion y lo hice. Hay un problema cuando hablamos de sexo y violencia. Yo hablaría por un lado de sexo como una cosa, violencia como otra, y sexo y violencia como una tercera. Hay películas en las que el sexo no es realmente visible pero tienen una violencia extrema y películas en las que hay mucha sexualidad sin ninguna agresión, sin violencia. Pero creo que todavía tenemos que aceptar el hecho de que el sexo es una necesidad. La evolución está basada en el sexo."
Paul Verhoeven (2016) 

Prosiguió en una línea de drama y erotismo con Showgirls (1995), pero en esta ocasión fracasó estrepitosamente, en gran medida porque el público estadounidense no captó el trasfondo irónico y crítico del filme. Con todo, a la larga Showgirls fue un notable éxito comercial en los videoclubes y recibió elogios de otros cineastas, como Jim Jarmusch y Jacques Rivette.

"En realidad, soy un gran admirador de las mujeres. Me gustan mucho más que los hombres, y no lo digo en sentido sexual. Puedo conversar con ellas durante horas, cuando con los hombres me cuesta más. Estoy casado desde hace décadas con una mujer fuerte e independiente, mis dos hijas también lo son y tengo dos perros hembra."
Paul Verhoeven (Diario El País, 2016) 

Después de estas cintas, Verhoeven regresó a la violencia y a los efectos que habían marcado sus anteriores películas, en cintas tales como Starship Troopers (1997) y El hombre sin sombra (2000) con Kevin Bacon y Elizabeth Shue.

"Nadie se metió, y resulta raro que consiguiéramos hacer una película como Starship Troopers, que te está advirtiendo de que tengas cuidado con el fascismo en Estados Unidos. Cuando la estábamos haciendo Sony no nos prestaba demasiada atención y nos dejaba hacer, y creo que al final fue un shock para ellos. Ahora no te saldrías con la tuya así. No es posible. No hay películas que sean realmente provocadoras, afiladas, que oculten algo."
Paul Verhoeven (2016) 

### Últimos proyectos
En 2006 estrenó Zwartboek (El libro negro) con Carice van Houten. La trama aborda cómo una joven cantante judía se une a la resistencia holandesa durante la Segunda Guerra Mundial y se infiltra en el cuartel general nazi seduciendo a un oficial alemán. Fue la película de mayor presupuesto en los Países Bajos y fue considerada en una votación popular de 2008 la mejor película de su cinematografía.

"Cuando vivia en Holanda hice una cinta sobre la Segunda Guerra llamada Soldier of Orange. Ahí mostré el lado heroico y correcto de lo que se hizo en Holanda. Pero fue una historia inacabada porque le faltaba el otro ángulo.(...) Quería mostrar lo que la gente puede hacer en circunstancias no tan bonitas y sí muy duras. Era una correción con mi historia como director. Contar algo que nunca fui capaz de expresar. Hay una escena en la película que a mí me importa, y es cómo los prisionaros fueron tratados después de que escaparon de la guerra. O cómo la resistencia colaboraba con los alemanes y les robaba el dinero a los judíos. Eso debía ser dramatizado."
Paul Verhoeven (2008) 

Steekspel (2012) es un telefilme, en formato de mediometraje de suspenso, estrenado en Holanda que trata sobre un magnate cuya vida de éxito, excesos y aventuras extramatrimoniales empieza a pasarle factura a partir de la fiesta que, con motivo de su 50 cumpleaños, le organiza su mujer. Existen dos versiones de la película, una dirigida por Verhoeven y otra dirigida por un grupo de cineastas no profesionales y el público que participó en el proyecto, haciendo uso de los mismos guiones pero diferenciando los finales.
Elle (2016), protagonizada por la actriz francesa Isabelle Huppert, obtuvo amplio reconocimiento por parte de la crítica y una buena respuesta de público además de premios y nominaciones en ceremonias como los premios Óscar, César, Globos de Oro o los Lumières.

"No estoy seguro de que hubiera podido hacer la misma película en Estados Unidos. Puede que Isabelle sea la única actriz capaz de interpretar esas cosas y que te lo creas.(...) no es así en la vida real. En realidad, es una mujer muy centrada en su vida familiar. Pero existe un demonio en ella, por utilizar el lenguaje propio de un exorcista, que a veces la posee. Y a ella no le importa que eso suceda."
Paul Verhoeven (Diario El País, 2016) 

Sus últimos proyectos han sido la película Benedetta (con previsión de estreno en 2021) interpretada por Charlotte Rampling, Lambert Wilson y Virginie Efira, cuya trama se ambienta en un monasterio del siglo XVII donde una monja experimenta extrañas visiones religiosas y eróticas. Asistida por una compañera la relación que se forja entre ambas mujeres se transforma en una relación amorosa. También se anunció la preproducción de una serie de televisión (con previsión de estreno para 2022) titulada Bel-Ami.

## Estilo
Si hubiese que definir el estilo de Verhoeven (dejando de lado el hecho de haber utilizado la ciencia ficción como tema principal en sus películas más taquilleras), sería quizás la forma en la que es capaz de retratarnos una sociedad (del pasado, del presente o del futuro) polarizada en una clase alta, elitista, incluso esnob, por un lado, y una clase baja, humilde y enfrentada al problema de sobrevivir al día a día, por otro, y lograr situar una al lado de otra, equilibrarlas, a través de una orgía de sangre y del lema La muerte nos hace a todos iguales.

## Filmografía

### Cortometrajes
- 1960: Een Hagedis Teveel
- 1961: Niets Bijzonders
- 1962: De Lifters
- 1963: Feest /
- 1965: Her Korps Mariniers
- 1968: Portret van Anton Adriaan Mussert
- 1970: De Worstelaar
- 2006: Sarah Brightman: Diva (Starship Trooper)

### Series y telefilmes
- 1969: Floris
- 1977: Soldaat van Oranje
- 1979: Voorbij, Voorbij
- 1983: The Hitchhiker

### Largometrajes
- 1971: Wat Zien Ik!?
- 1973: Turks Fruit
- 1975: Keetje Tippel
- 1977: Soldaat van Oranje
- 1980: Spetters
- 1983: Der Vierde Man
- 1985: Flesh and Blood
- 1987: RoboCop
- 1990: Total Recall
- 1992: Basic Instinct
- 1995: Showgirls
- 1997: Starship Troopers
- 2000: El hombre sin sombra
- 2006: Zwartboek
- 2012: Steekspel
- 2016: Elle
- 2020: Benedetta

## Premios y distinciones
Premios Óscar
| Año  | Categoría                          | Película        | Resultado |
| ---- | ---------------------------------- | --------------- | --------- |
| 1974 | Mejor película de habla no inglesa | Delicias turcas | Nominado  |

Festival Internacional de Cine de Venecia
| Año  | Categoría                                        | Película  | Resultado |
| ---- | ------------------------------------------------ | --------- | --------- |
| 2006 | Premio Cine joven – Mejor película internacional | Zwartboek | Ganador   |